# Jacques Maziol
Jacques Maziol, né le 13 janvier 1918 à Aurillac et mort le 28 juin 1990 à Mourjou, est un homme politique français.

## Biographie
Licencié en droit, il est fait prisonnier de guerre, il est avocat à la cour d'appel de Toulouse. Membre du RPF dès 1947, il dirige le parti républicain-social de son département en 1956, il est élu député (UNR) de Haute-Garonne en 1958 et 1962. Il est vice-président de ce groupe à l'Assemblée nationale. Il est ministre de la Construction dans les gouvernements de Georges Pompidou (1 et 2) du 14 avril 1962 au 8 janvier 1966. À ce titre, il défend et fait adopter par le Parlement une proposition de loi émanant du groupe UNR décidant que les locataires d'HLM pourront désormais acheter leur appartement.
Jacques Maziol est directeur général de Radio Monte-Carlo de 1966 à 1973 puis président de la Société d'aménagement du Corbier (Sac) et de la société Gedri à partir de 1974.
Il avait siégé au comité central du RPR.
Il fut conseiller général de Haute-Garonne et conseiller municipal de Toulouse.
Il est inhumé à Mourjou, dans le Cantal.